# L'Eau et les Jours

L'Eau et les Jours est un roman de Jean-Pierre Leclerc publié en 2004.

## Résumé
En 1919, Antoine revient à Montfermy dans le Puy-de-Dôme. Sa femme, Jolaine, est partie en 1917. Il retrouve son fils, Valentin, 6 ans, et sa mère. Vers 1920, il trouve une fillette, Colette, chez lui, avec une lettre de Jolaine lui demandant de la garder. En 1930, il apprend que Valentin couche avec Colette et leur dit qu'ils ont la même mère. Colette part. Antoine va à Clermont, trouve Jolaine qui dit l'avoir cherché trois semaines à Verdun et avoir recueilli Colette, orpheline. Quand il rentre, Valentin est parti. Il refait l'amour à Jolaine. Vers 1938, Valentin adhère à France Tricolore. Sous Pétain, il s'en démarque car elle collabore. Antoine confie sa ferme à des réfugiés et s'installe à Clermont. Il retrouve Valentin et dit que Colette n'est pas sa demi-sœur.